# 14974 Počátky
14974 Počátky là một tiểu hành tinh vành đai chính với chu kỳ quỹ đạo là 1558.1013393 ngày (4.27 năm).
Nó được phát hiện ngày 22 tháng 9 năm 1997.